# Гіллеспі (Іллінойс)
Гіллеспі (англ. Gillespie) — місто (англ. city) в США, в окрузі Макупін штату Іллінойс. Населення — 3168 осіб (2020).

## Географія
Гіллеспі розташоване за координатами 39°7′32″ пн. ш. 89°49′2″ зх. д. / 39.12556° пн. ш. 89.81722° зх. д. (39.125435, -89.817283).  За даними Бюро перепису населення США в 2010 році місто мало площу 3,77 км², з яких 3,77 км² — суходіл та 0,00 км² — водойми.

## Демографія
Згідно з переписом 2010 року, у місті мешкало 3319 осіб у 1368 домогосподарствах у складі 909 родин. Густота населення становила 881 особа/км².  Було 1519 помешкань (403/км²).
Расовий склад населення:
| - 97,5 % — білих - 0,5 % — корінних американців - 0,2 % — чорних або афроамериканців - 0,2 % — азіатів |

До двох чи більше рас належало 1,2 %. Частка іспаномовних становила 1,3 % від усіх жителів.
За віковим діапазоном населення розподілялося таким чином: 25,4 % — особи молодші 18 років, 59,7 % — особи у віці 18—64 років, 14,9 % — особи у віці 65 років та старші. Медіана віку мешканця становила 38,3 року. На 100 осіб жіночої статі у місті припадало 94,8 чоловіків;  на 100 жінок у віці від 18 років та старших — 87,2 чоловіків також старших 18 років.
Середній дохід на одне домашнє господарство  становив 54 689 доларів США (медіана — 40 521), а середній дохід на одну сім'ю — 57 087 доларів (медіана — 47 944). Медіана доходів становила 40 820 доларів для чоловіків та 37 426 доларів для жінок. За межею бідності перебувало 17,7 % осіб, у тому числі 29,2 % дітей у віці до 18 років та 4,4 % осіб у віці 65 років та старших.
Цивільне працевлаштоване населення становило 1443 особи. Основні галузі зайнятості: освіта, охорона здоров'я та соціальна допомога — 24,8 %, роздрібна торгівля — 14,9 %, мистецтво, розваги та відпочинок — 11,6 %, будівництво — 8,3 %.

## Відомі люди
- Говард Кіл (1919 — 2004) — американський актор та співак.